# Piura (region)
Piura er en af de 25 regioner i Peru, beliggende i nordvest og med hovedbyen, som også hedder Piura.
4°59′S 80°25′V / 4.99°S 80.41°V